# Ted Prior
Ted Prior (ur. 9 sierpnia 1959 w Newark) – amerykański aktor filmowy i telewizyjny, producent filmowy, kulturysta, kaskader i model. 

## Życiorys

### Wczesne lata
Urodził się w Newark w stanie New Jersey. Jego ojciec był komikiem stand-up, a jego matka była asystentką magika Harry'ego Blackstone. Gdy Ted miał pięć lat - jego rodzice rozwiedli się, matka wkrótce wyszła ponownie za mąż. Rodzina później postanowiła się ustatkować i przenieść się do Baltimore, gdzie jego ojczym stał się nauczycielem sztuki a matka została krawcową dla lokalnych zespołów teatralnych. Ted szybko zaangażował się w teatrze jako aktor dziecięcy.

### Kariera
W roku 1979 wyjechał do Los Angeles, aby rozpocząć karierę aktorską, która trwała ponad 26 lat. W latach 70. realizował swoją karierę jako kulturysta. Na początku lat 80. dołączył do zespołu tanecznego Chippendales. Mniej więcej w tym czasie, pojawił się w marcu 1984 w numerze magazynu „Playgirl”.
Brał udział w reklamach telewizyjnych i pracy scenicznej. Na swoim koncie ma role w 28 filmach fabularnych i pracował z takimi artystami jak Tony Curtis, Cher, Powers Boothe, Heather Locklear, Glenn Ford, Lance Henriksen, Robert Davi, David Carradine, Michael Ironside, Wilford Brimley, Sandahl Bergman, Stacy Keach i wiele innych.
Często występował w produkcjach filmowych swojego starszego brata Davida A. Priora (ur. 5 października 1955, zm. 16 sierpnia 2015), który był reżyserem, scenarzystą i producentem filmowym. 
Został właścicielem „Next Level” Acting Studios z siedzibą w Kalifornii i partnerem brata uruchamiając firmę produkcyjną All American Pictures.

## Wybrana filmografia
- 1983: Sledgehammer jako Chuck
- 1985: Killzone jako Mitchell
- 1986: Killer Workout jako Chuck Dawson
- 1987: Żywy cel (Deadly Prey) jako Michael 'Mike' Danton
- 1987: Nazistowscy surferzy muszą umrzeć (Surf Nazis Must Die) jako Blow
- 1988: Wojownik karate 2 (Il Ragazzo dal kimono d'oro 2) jako Mark Sanders
- 1988: Operacja strefa wojny (Operation Warzone) jako amerykański żołnierz
- 1989: Hardcase i pięść (Hardcase and Fist) jako Bud McCall
- 1989: Terror w dżungli (Jungle Assault) jako Becker
- 1989: Z piekła rodem (Hell on the Battleground) jako sierżant Bill Lance
- 1990: Urodzony zabójca (Born Killer) jako Spencer
- 1990: Ostateczna rozgrywka (The Final Sanction) jako Sierżant Tom Batanic
- 1990: Strefa przyszłości (Future Zone) jako Billy Tucker
- 1991: Nerwy ze stali (Raw Nerve) jako Jimmy Clayton
- 1992: Die Abenteuer von Pico und Columbus - dubbing
- 1992: Środek pajęczyny (Center of the Web) jako John Phillips
- 1993: Dublerka (Double Threat) jako bandyta
- 1993: Ultraman: The Ultimate Hero
- 1993: Dobry i zły glina (Raw justice) jako Bennett
- 1994: W szponach nocy (Possessed by The Night) jako Howard Hansen
- 1995: Oddział bio 1 (Mutant Species) jako Trotter
- 1996: Dzień wojownika (Day of the Warrior) jako Dietrich
- 1997: The P.A.C.K. jako T-7043
- 1998: Dead by Dawn jako Don White
- 1998: Zakładnik (The Hostage)
- 2001: 24 godziny (24)
- 2007: Lost at War jako Kapitan Jason Briggs
- 2009: Living Surfaces jako Ojciec
- 2011: Breath of Hate jako Danton
- 2012: Night Claws jako Charlie Parker
- 2013: Deadliest Prey jako Danton
- 2015: Assassin's Fury jako kapitan Campbell
- 2015: Relentless Justice jako Matthews